# Черниговский 29-й пехотный полк

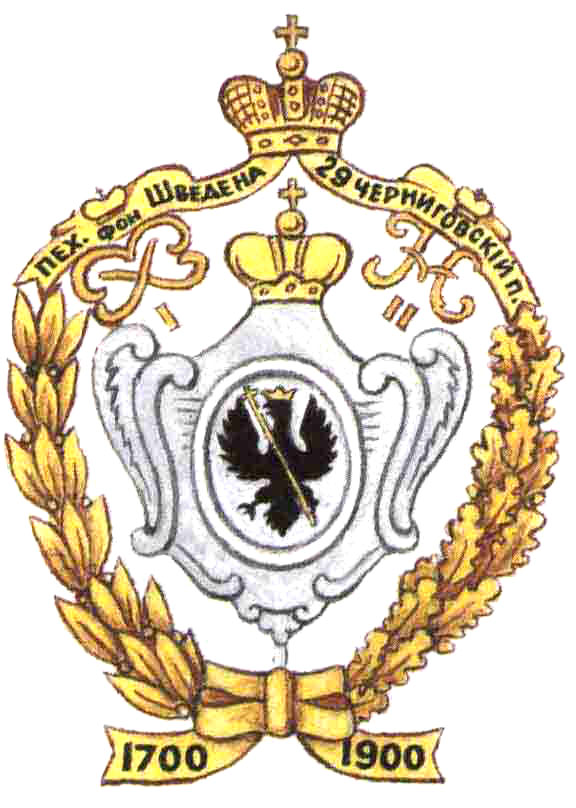
Нагрудный полковой знак

29-й пехотный Черниговский генерал-фельдмаршала графа Дибича-Забалканского полк — пехотная воинская часть Русской императорской армии с 1700 по 1918 год.
- Старшинство — 25 июня 1700 г.
- Полковой праздник — 25 декабря.

## Места дислокации
1820 — Константиноград. Второй батальон командирован в Вознесенск к поселенной Бугской уланской дивизии.
1897—1909 — посад Рожан.
1913—1914 — Варшава.

## История
- 25 июня 1700 — Сформирован в Москве генералом Вейде под наименованием пехотного фон Шведена полка в составе 10 рот.
- 12 октября 1705 — Пехотный Гассениуса полк.
- 10 марта 1708 — Черниговский пехотный полк.
- 16 февраля 1727 — 1-й Углицкий полк.
- 13 ноября 1727 — Черниговский пехотный полк.
- 1756—1763 — Участвовал в Семилетней войне, в осаде Мемеля.
- 29 ноября 1796 — Черниговский мушкетёрский полк.
- 1 октября 1798 — Мушкетёрский генерал-майора Эссена 1-го полк.
- 30 октября 1799 — Мушкетёрский генерал-майора де Жерве полк.
- 2 ноября 1800 — Мушкетёрский генерал-майора Эссена 1-го полк.
- 31 марта 1801 — Черниговский мушкетёрский полк.
- 22 февраля 1811 — Черниговский пехотный полк.
- 29 декабря 1825 — 3 января 1826 — Восстание Черниговского пехотного полка на Украине под руководством декабристов подполковника С. И. Муравьева-Апостола и М. П. Бестужева-Рюмина. Участвовало около 1000 солдат и 17 офицеров полка.
- 3(15) янв. 1826 восставший Черниговский полк был разгромлен правительственными войсками. Руководители восстания Муравьёв-Апостол и Бестужев-Рюмин приговорены судом к четвертованию, заменённому повешением, а офицеры В. Н. Соловьёв, И. И. Сухинов, А. А. Быстрицкий, А. Е. Мозалевский — к пожизненной каторге. Свыше 100 унтер-офицеров и солдат подверглись телесным наказаниям. 805 человек сосланы рядовыми на Кавказ. Полк был переформирован.
- 20 января 1826 — 1-я гренадерская рота, как единственная оставшаяся на стороне правительства при восстании полка, в полном составе переведена в гвардию — в Московский лейб-гвардии полк[3].
- Новый Черниговский полк принимал участие в русско-турецкой войне 1828—1829 гг.
- 20 июля 1829 — Пехотный фельдмаршала графа Дибича-Забалканского полк.
- 28 января 1833 — Присоединён Рыльский пехотный полк. Приведён в состав 6-ти батальонов.
- Черниговский полк принимал участие в Крымской войне 1853—56
- 10 марта 1854 — сформированы 7-й и 8-й батальоны.
- Особенно отличился при обороне Севастополя в 1854—1855.
- 23 августа 1856 — 4-й батальон переименован в 4-й резервный и отделён в резервные войска. Батальоны с 5-го по 8-й расформированы.
- 19 марта 1857 — Черниговский пехотный генерал-фельдмаршала графа Дибича-Забалканского полк.
- 6 апреля 1863 — Из 4-го резервного батальона и бессрочноотпускных 5-го и 6-го батальонов сформирован Черниговский резервный пехотный полк.
- 13 августа 1863 — Черниговский резервный пехотный полк переименован в Старорусский пехотный полк.
- 25 марта 1864 — «29-й пехотный Черниговский генерал-фельдмаршала графа Дибича-Забалканского полк».
- Август 1914 — в составе 15-го корпуса (2-я армия) участвовал в битве при Танненберге (Восточно-Прусская операция (1914)).

На фронте 8-й дивизии день 10 августа прошел приблизительно следующим образом. Правая колонна 1-я бригада дивизии, двигаясь по шоссе на д. Орлау (Орлово), натолкнулась неожиданно на противника. Авангард, по невыясненной причине, следовал слишком близко к колонне главных сил — шагах в 400; вообще не были приняты надлежащие меры охранения и когда авангард — два баталиона 29-го пехотного Черниговского полка, втянулись в деревню Орлау, а главные силы подошли к ней вплотную. непосредственно из домов, засевшие в них германцы, открыли пулеметный и ружейный огонь в упор. Произошло замешательство, а затем ожесточенный рукопашный бой, длившийся около часа. Во время этого боя, командир Черниговского полка полковник Алексеев схватил знамя и бросился с ним вперед. Полковник Алексеев был убит и знамя на момент попало в руки германцев; вокруг знамени дрались всем, чем попало. В конце концов, знамя было отбито при содействии Полтавского полка, но части бригады были приведены в полное разстройство.— Воспоминания полковника Желондковского об участии в действиях XV корпуса во время операции армии ген. Самсонова
Полк — участник Таневского сражения 18 — 25 июня 1915 г.
- Во время 1-й мировой войны участвовал в боях на Северном и Северо-Западном фронтах. В 1918 как воинская часть старой русской армии был расформирован.

## Нагрудный знак
Утверждён 11 ноября 1909. Полковой герб Черниговского полка (на серебряном щите чёрный одноглавый орёл под золотой короной, держащий в левой лапе золотой крест), окружённый полувенком из лавровых и дубовых ветвей, завязанным внизу лентой с датами: «1700-1900». Наверху по сторонам от короны вензеля Императоров Петра I и Николая II. Знак увенчан Императорской короной, из которой ниспадает лента с надписью: «Пех. фон Шведена — 29 пех. Черниговск. п.»

## Боевые отличия
- За Отечественную войну полк получил Георгиевское знамя с надписью: «За отличие при поражении и изгнании неприятеля из пределов России в 1812 году». Это знамя (1817) имело в центре медальон с изображением двуглавого орла с перуном, факелом и венком в лапах; углы чёрно-красные, в углах вензеля Александра I в венках под коронами.
- Георгиевское полковое знамя за оборону Севастополя 1854-55 гг.
- Поход за военные отличия во время Отечественной войны.
- Знаки на шапках за турецкую войну 1828-29 гг.

## Шефы полка
- 03.12.1796—08.08.1797 — генерал-майор Толстой, Николай
- 08.08.1797—01.10.1797 — генерал-майор Михайлов
- 01.10.1797—30.10.1799 — генерал-майор (с 08.09.1799 генерал-лейтенант) Эссен, Иван Николаевич 1-й
- 30.10.1799—02.11.1800 — генерал-майор де Жерве, Карл Еремеевич
- 02.11.1800—23.06.1802 — генерал-лейтенант Эссен, Иван Николаевич 1-й
- 23.06.1802—02.10.1809 — генерал-майор (с 22.07.1807 генерал-адъютант) князь Долгоруков, Василий Юрьевич 5-й
- 02.10.1809—01.09.1814[5] — генерал-лейтенант (с 20.12.1812 генерал-адъютант) Коновницын, Пётр Петрович
- 25.06.1829—29.05.1831 — генерал от инфантерии (с 22.09.1829 генерал-фельдмаршал) граф Дибич-Забалканский, Иван Иванович

## Командиры полка
- 11.02.1795 — 28.09.1797 — полковник барон фон дер Остен-Сакен, Фабиан Вильгельмович
- 28.09.1797 — 01.01.1798 — подполковник князь Вяземский, Михаил Сергеевич
- 11.07.1798 — 17.07.1799 — подполковник (с 01.10.1798 полковник) Бланкеннагель, Иван Иванович
- 12.06.1800 — 02.10.1800 — подполковник Ильин, Николай Алексеевич
- 10.01.1801 — 16.07.1802 — подполковник барон фон дер Остен-Сакен, Леонтий Христофорович
- 16.07.1802 — 24.08.1806 — полковник Гренгамер, Фёдор Данилович
- 17.02.1808 — 18.03.1810 — подполковник Миглевский, Алексей Павлович
- 18.03.1810 — 06.03.1814 — подполковник (с 16.12.1812 полковник) Ушаков, Иван Михайлович
- 01.06.1815 — 06.10.1817 — полковник Самбурский, Аким Петрович
- 11.10.1817 — 03.03.1823 — полковник Ганскау, Яков Фёдорович
- 03.03.1823 — 26.05.1826 — подполковник (с 09.01.1826 полковник) Гебель, Густав Иванович[6]
- 08.05.1829 — 30.12.1837 — полковник (с 06.12.1837 генерал-майор) Круммес, Фёдор Христофорович
- 01.02.1838 — 01.01.1845 — полковник (с 08.09.1843 генерал-майор) Митрофанов, Иван Петрович
- 01.01.1845 — ранее 10.09.1852[7] — полковник (с 30.03.1852 генерал-майор) Казаринов, Иван Поликарпович
- 10.09.1852 — 11.08.1855 — полковник Тимашев, Иван Иванович
- 11.08.1855 — хх.хх.1855 — полковник Нейдгардт, Алексей Иванович
- 11.09.1855 — 31.01.1856 — флигель-адъютант полковник князь Святополк-Мирский, Дмитрий Иванович
- 31.01.1856 — 18.12.1860 — полковник фон Чуди, Рудольф Рудольфович
- 18.12.1860 — 16.06.1862 — полковник Христофоров, Александр Фёдорович
- 16.06.1862 — 10.02.1867 — полковник Игельстром, Артур Густавович
- 10.02.1867 — хх.хх.1872— полковник Карлстедт, Оскар Оттонович
- хх.хх.1872 — 30.11.1875 — полковник Тарасенков, Фёдор Васильевич
- 30.11.1875 — 28.05.1882 — полковник Чистяков, Василий Афанасьевич
- 08.07.1882 — 30.03.1884[8] — полковник (с 15.05.1883 генерал-майор) Морсочников, Иван Дмитриевич
- 06.04.1884 — 12.07.1888 — полковник Модрах, Генрих Андреевич
- 17.07.1888 — 24.04.1889 — полковник Степанов, Константин Савельевич
- 30.04.1889 — 15.07.1892 — полковник Никитин, Андрей Александрович
- 23.07.1892 — 16.10.1898 — полковник Корженицкий, Михаил Прокофьевич
- 30.10.1898 — 03.06.1903 — полковник Мейер, Георгий Яковлевич
- 03.06.1903 — 22.08.1905 — полковник князь Вачнадзе, Авраам Георгиевич
- 28.12.1905 — 14.12.1907 — полковник Пархоменко, Георгий Михайлович
- 23.01.1908 — 08.12.1908 — полковник Дидебулидзе, Иосиф Давидович
- 04.04.1909 — 06.04.1911 — полковник Фык, Платон Иванович
- 06.04.1911 — 10(23).08.1914 — полковник Алексеев, Александр Павлович (погиб в бою у Орлау, возглавив контратаку знаменной полуроты) исключен из списков 02.10.1914
- 02.10.1914 — 28.09.1915 — полковник Ступин, Иоасаф Иоасафович
- 28.09.1915 — 20.02.1917 — полковник Рыбаков, Иван Иванович
- 08.03.1917 — 26.04.1917 — полковник Лисовский, Александр Львович
- 26.04.1917 — хх.хх.хххх — полковник Григорьев, Иван Евсеевич

## Известные люди, служившие в полку
- Аргеев, Павел Владимирович — русский военный лётчик.
- Баумгартен, Александр Карлович — русский генерал, герой Крымской войны.
- Дорохов, Иван Семёнович — генерал-лейтенант, герой Отечественной войны 1812 года.
- Кульнев, Иван Петрович — генерал-лейтенант.
- Кульнев, Яков Петрович — генерал-майор. Герой Отечественной войны 1812 года.
- Муравьёв-Апостол, Сергей Иванович — подполковник, декабрист.
- Огарёв, Михаил Васильевич — русский генерал, участник Туркестанских походов и Крымской войны.
- фон Ольдерогге, Владимир Александрович — генерал-майор императорской армии, военспец РККА.
- Повало-Швейковский, Николай Захарьевич — автор мемуаров о Пугачёвском восстании.
- Потапов, Павел Андреевич —  советский военачальник, генерал-майор.